# Hạt côla

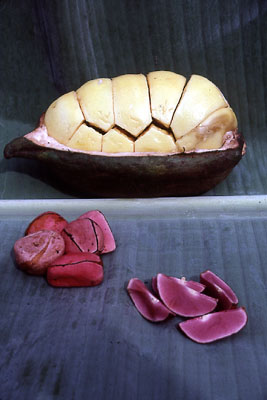
Vỏ và hạt côla

Hạt côla là quả của các loài côla khác nhau, thường có vị đắng do chứa hàm lượng xanthin cao (chủ yếu caffein cũng như kolatin và kolatein làm giảm tác dụng của caffein). Mỗi hạt côla nặng đến 25 g. Trong một số nền văn hóa Tây Phi, người ta thường hay nhai hạt này vì chúng có tính chất kích thích giúp giải tỏa căng thẳng, chống mệt mỏi, kích thích tiêu hóa, thậm chí kích thích tình dục.

## Sử dụng
Người ta dùng chủ yếu hạt của các loài Cola acuminata và Cola nitida.
Mang một giá trị biểu tượng, hạt côla thường được dùng trong các dịp lễ, chẳng hạn như để dâng lên người đứng đầu bộ lạc hay để tiếp đón khách quý, hoặc như một dấu hiệu của tình hữu nghị hay hòa giải giữa hai bên. Hạt này được những người theo đạo Hồi ở Tây Phi ưa chuộng vì họ không được phép uống rượu. Nhai hạt cola cũng giúp làm dịu cơn đói. Nhai hạt côla thường xuyên cũng giúp nhuộm răng. Tuy nhiên hạt côla ngày nay ít được thanh niên Tây Phi, nhất là thanh niên khu vực đô thị quan tâm.

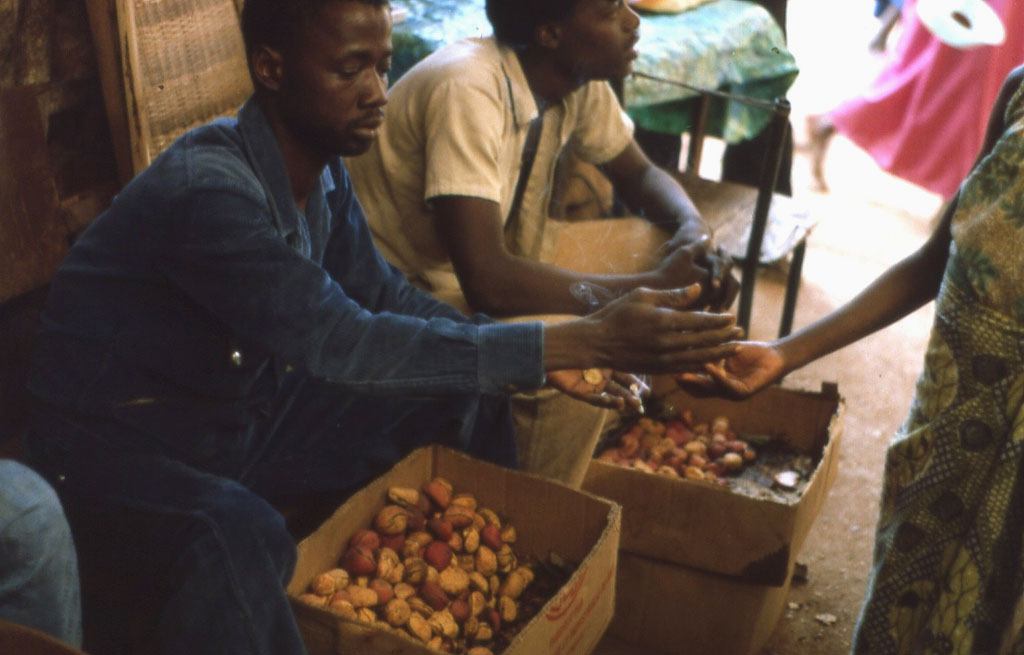
Hạt côla được bày bày bán tại chợ Kédougou (Sénégal)

Trước đây, hạt côla đã được dùng để làm ra nước ngọt cola. John Pemberton đã dùng hạt côla để sản xuất nước giải khát Coca-Cola đầu tiên vào năm 1886. Tuy nhiên ngày nay đa phần các loại nước giải khát sản xuất ở quy mô công nghiệp này đều sử dụng các chất phụ gia nhân tạo. Ngoại trừ Red Kola của Barr, Simply Cola mới của Red Bull, Harboe Original Taste Cola, Foxon Park Kola, Blue Sky Organic Cola, Whole Foods Market 365 Cola, Puma Kola của Sprecher, Real Cola của Virgil, và Cricket Cola, những loại thức uống này được sản xuất từ hạt cola và trà xanh. Năm 2007, siêu thị Tesco từ Anh quốc đã giới thiệu một loại American Premium Cola có dùng hạt cola, gia vị và vani.
Ngoài ra, hạt côla cũng được dùng nhiều ở Indonesia, Brasil, Jamaica và một số khu vực thuộc khí hậu nhiệt đới ẩm.
Hạt côla thường dùng để chữa ho gà và suyễn. Thành phần caffein có trong hạt được dùng để làm giãn đường phế quản.

## Tác dụng dược học
Hạt cola được dùng chủ yếu vì có các tính chất kích thích (thần kinh, tiêu hóa, tình dục), giải tỏa căng thẳng. Chúng có tác dụng giống như các sản phẩm chứa xanthin như cacao, trà, cà phê, guaraná và yerba maté. Tuy vậy, các tác dụng này tương đối khác, chúng tạo cảm giác thoải mái và kích thích mạnh hơn. Chúng tác động vào hệ thần kinh trung ương và tim. Thử nghiệm trên động vật cho thấy hạt kola có các tính chất hồi sức và đốt cháy chất béo, và kích thích tiết dịch vị. Thử nghiệm trên người cho thấy hạt kola có các tác dụng thay đổi nhịp tim và lợi tiểu yếu. Đối với con người chúng giúp tăng cường sự chú ý và hoạt động vật lý, tăng cường hiệu quả của các cơ quan xúc giác, giải tỏa căng thẳng, kích thích tiêu hóa và còn được dùng ở châu Phi làm chất kích thích tình dục. Ngoài ra nó còn làm tăng thân nhiệt, tăng huyết áp và tăng nhịp thở. Tác dụng có thể kéo dài tới 6 tiếng sau khi dùng.

## Thành phần hóa học
- caffein (2- 3.5%)
- theobromin (1.0-2.5%)
- theophyllin
- catechin
- epicatechin
- D-catechin
- phenolics
- phlobaphens
- Kola red
- betain
- protein
- tinh bột
- chất béo
- thiamin
- riboflavin
- niacin
- axit ascorbic
- betain
- đường
- gôm
- cellulose
- nước
- calci
- kali
- sắt
- beta-carotene
- axit tannic
- cocaine

## Vấn đề an toàn
Hạt cola chứa một lượng lớn các hợp chất N-nitroso có tính chất sinh ung thư. Tại Nigeria, nơi hạt côla được sử dụng thường xuyên, tỉ lệ ung thư vòm họng, dạ dày, ruột khá cao, có thể liên quan tới thói quen này.

## Lịch sử
Việc sử dụng hạt cola, giống như thử lý California (Rhamnus californica) và lá trà, có thể có từ rất lâu đời. Nó được nhai thường xuyên trong nhiều nền văn hóa tại Tây Phi, lúc làm việc đi lại một mình hoặc trong bối cảnh tập thể, nhằm giúp phục hồi sinh lực và làm dịu cơn đói.
Năm 1911, cola trở thành tâm điểm gây lo lắng về sức khỏe khi chính quyền Mỹ bắt giữ 40 barrel và 20 keg xirô Coca-Cola tại Chattanooga, Tennessee, viện dẫn tài liệu cho rằng caffein có trong đồ uống này "gây nguy hại cho sức khỏe". Ngày 13 tháng 3 năm 1911, chính quyền liên bang mở chiến dịch United States v. Forty Barrels and Twenty Kegs of Coca-Cola, với hy vọng bắt Coca-Cola bỏ caffein ra khỏi công thức đồ uống của họ, bằng việc đưa ra các nhận định hơi thái quá rằng việc dùng Coca-Cola quá mức tại một trường nữ sinh sẽ khiến cho học sinh sẽ có "các hành vi kích động điên dại về đêm, vi phạm kỷ luật nhà trường và công-dung-ngôn-hạnh của người phụ nữ, thậm chí gây tử vong." Mặc dù quan tòa đứng về phía Coca-Cola, Hạ viện Hoa Kỳ đã bổ sung hai dự luật năm 1912 nhằm sửa đạo luật Pure Food and Drug Act, buộc phải thêm caffein vào danh sách các chất "gây nghiện" (habit-forming) và "độc hại" (deleterious) và các chất này phải được ghi rõ trên nhãn sản phẩm.

## Trong văn học
Việc dùng hạt cola trong các buổi lễ tập thể đóng vai trò chính trong tiểu thuyết năm 1958, Quê hương tan rã của Chinua Achebe.
Trong cuốn tiểu thuyết Grace Land của Chris Abani, mô-típ của hạt cola đặt trước một vài chương đã trở thành một thông điệp quan trọng mang tính biểu tượng.